# Ulugqat
Ulugqat (tiếng Trung: 乌恰县; bính âm: Wūqià xiàn, Hán Việt: Ô Kháp huyện; Uyghur: ئۇلۇغچات ناھىيىسى‎, ULY: Ulughchat Nahiyisi, UPNY: Uluƣqat Nah̡iyisi?; Tiếng Kyrgyz: ۇلۇۇچات وودانى) là một huyện của Châu tự trị dân tộc Kyrghyz - Kizilsu, khu tự trị Tân Cương, Trung Quốc

### Trấn
- Ô Cáp (乌恰镇)
- Khang Tô (康苏镇)

### Hương
| - Cáp Sa Lỗ (合沙鲁乡) - Phiêu Nhĩ Thác Khoát Y (膘尔托阔依乡) - Hắc tư Vi (黑孜苇乡) - Thác Vân (托云乡) | - Thiết Liệt Khắc (铁列克乡) - Ba Âm Khố Lỗ Đề (巴音库鲁提乡) - Ba Tư Thản Thiết Liệt Khắc (波斯坦铁列克乡) - Cát Căn (吉根乡) |